# Orval Faubus
Orval Eugene Faubus (/ˈfɔːbəs/ FAW-bəs; 7 de Janeiro de 1910 – 14 de Dezembro de 1994) foi um político americano que exerceu como o 36° Governador do Arkansas de 1955 até 1967, sendo filiado ao Partido Democrata. Em 1957, recusou-se a cumprir uma decisão unânime da Suprema Corte dos Estados Unidos no caso Brown v. Board of Education de 1954 e ordenou à Guarda Nacional do Arkansas que impedisse que estudantes negros frequentassem a Little Rock Central High School. Este evento ficou conhecido como a Crise de Little Rock.

## Primeiros anos e carreira
Orval Eugene Faubus nasceu no lado noroeste do Arkansas, perto da cidade de Combs, filho de John Samuel e Addie (nascida Joslen) Faubus. A primeira eleição de Faubus foi em 1936, quando contestou uma vaga na Câmara dos Representantes do Arkansas, que perdeu. Foi convidado a contestar o resultado, mas recusou, o que lhe rendeu a gratidão do Partido Democrata. Como resultado, foi eleito secretário e registrador do Condado de Madison, cargo que ocupou por dois mandatos.
Quando os Estados Unidos entraram na Segunda Guerra Mundial, Faubus entrou ao Exército dos Estados Unidos e serviu como oficial de inteligência no Terceiro Exército do General George S. Patton. Subiu ao posto de major e esteve em combate em várias ocasiões. Seu livro, In This Faraway Land, documenta o período militar de sua vida. Foi ativo nas causas dos veteranos pelo resto de sua vida. Quando Faubus voltou da guerra, criou laços com os líderes do Partido Democrata do Arkansas, particularmente com o Governador da reforma progressista Sid McMath, líder do "GI Revolt" da pós-guerra contra a corrupção, sob quem exerceu como diretor da comissão de rodovias do estado. Enquanto isso, o conservador Francis Cherry derrotou a tentativa de McMath por um terceiro mandato nas primárias Democratas de 1952. Cherry tornou-se impopular entre os eleitores e Faubus o desafiou nas primárias de 1954.

## Eleição para governador de 1954
Na campanha de 1954, Faubus foi obrigado a defender sua participação no extinto Commonwealth College ao noroeste do Arkansas em Mena, bem como sua educação política inicial. O Commonwealth College havia sido criado por ativistas acadêmicos e sociais de esquerda, alguns dos quais mais tarde revelaram ter tido relações próximas com o Partido Comunista dos Estados Unidos. A maioria dos que frequentavam e ensinavam eram jovens idealistas que buscavam educação ou, no caso da faculdade, um emprego que vinha com alojamento e alimentação.

### Primárias Democratas
Durante o segundo turno, Cherry e seus substitutos acusaram Faubus de ter frequentado uma escola "comunista" e sugeriram que suas simpatias permaneciam esquerdistas. A princípio, Faubus negou a participação e depois admitiu se matricular "apenas por algumas semanas". Mais tarde, foi demonstrado que permaneceu na escola por mais de um ano, obteve boas notas e foi eleito presidente do corpo estudantil. Faubus liderou um grupo de estudantes que testemunharam em nome do credenciamento da faculdade perante a câmara do estado. No entanto, os esforços para pintar o candidato como um simpatizante comunista saíram pela culatra em um clima de crescente ressentimento contra tais alegações. Faubus derrotou Cherry por pouco para ganhar a candidatura a governador Democrata. As relações foram legais entre os dois homens durante anos, mas quando Cherry morreu em 1965, Faubus deixou de lado a política e foi magnânimo em elogiar seu antecessor.

### Eleições gerais
Na campanha das eleições gerais de 1954 contra o prefeito de Little Rock, Pratt C. Remmel, Faubus conseguiu o apoio do candidato a governador do Republicano, Jefferson W. Speck, nas duas eleições de 1950 e 1952, um agricultor do Condado de Mississippi, no leste do Arkansas. Faubus derrotou Remmel com uma diferença de 63% a 37%. Remmel, empresário e descendente de uma importante família Republicana, obteve o voto mais expressivamente da época para um candidato ao Partido Republicano desde a Reconstrução. Faubus rejeitou o radicalismo de seu pai pelo principal New Deal, uma jogada pragmática. Foi eleito governador como Democrata liberal. Moderado em questões raciais, adotou políticas raciais que eram aceitáveis para os eleitores brancos influentes na região do Delta como parte de uma estratégia para afetar as principais reformas sociais e o crescimento econômico no Arkansas.

## Governador do Arkansas (1955-1967)
A eleição de 1954 tornou Faubus vulnerável a ataques da direita política. Foi sugerido que essa vulnerabilidade contribuiu para sua postura posterior contra a integração quando foi desafiado por elementos segregacionistas dentro de seu próprio partido. Era conhecido como um ativista individual particularmente eficaz e dizia-se que nunca recusou alguém que tentasse apertar sua mão, não importando quanto tempo levasse.

### Crise de Little Rock

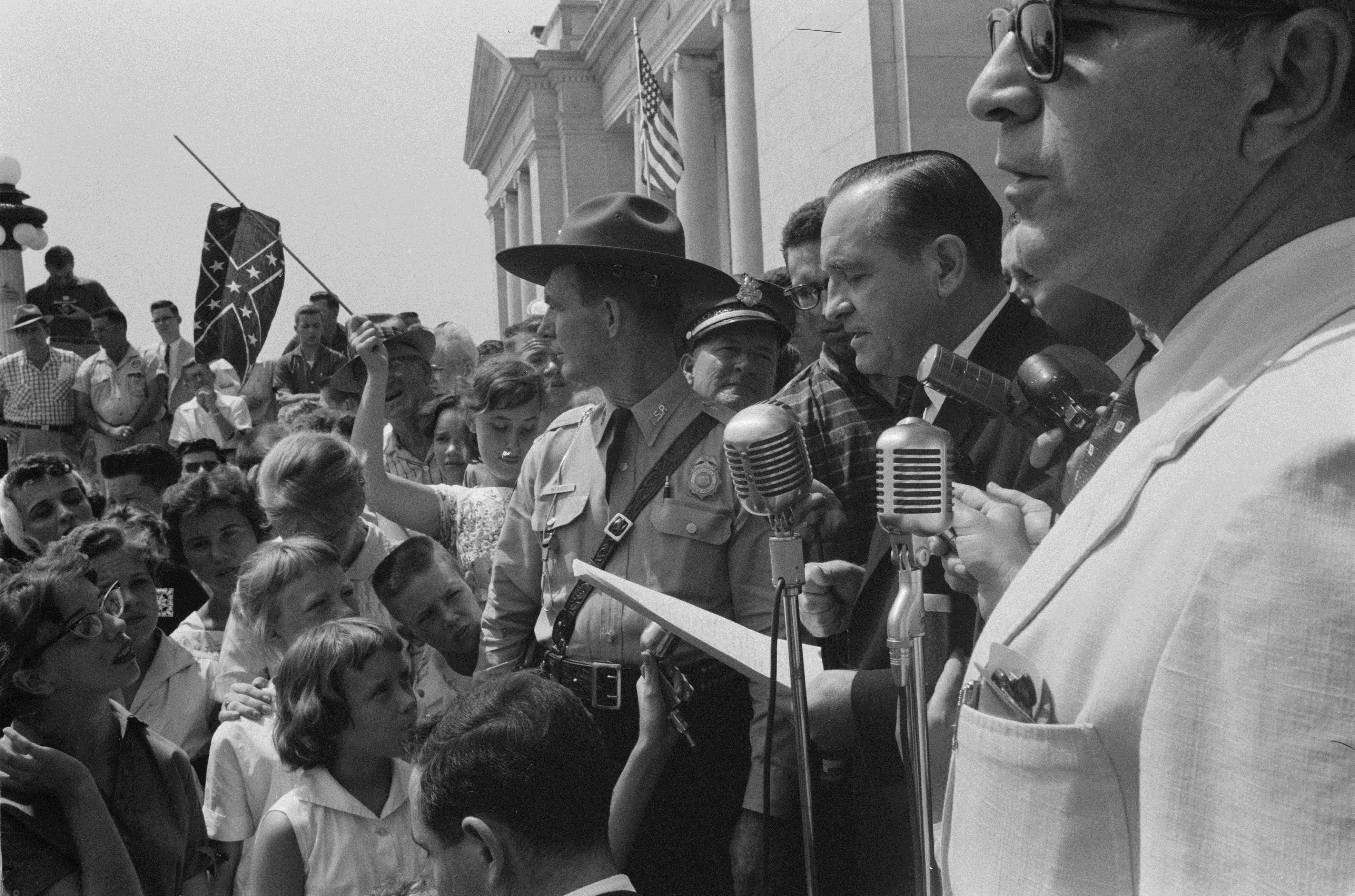
Faubus falando para uma multidão protestando contra a integração das escolas de Little Rock

O nome de Faubus tornou-se conhecido internacionalmente durante a Crise de Little Rock de 1957, quando usou a Guarda Nacional do Arkansas para impedir que os afro-americanos frequentassem a Little Rock Central High School como parte da desagregação racial ordenada pelo governo federal.
Os críticos acusam há muito tempo que a rixa de Faubus em Little Rock contra a decisão Brown v. Board of Education de 1954 da Suprema Corte dos EUA de que escolas separadas eram essencialmente desiguais que era politicamente motivada. A batalha subsequente ajudou a protegê-lo das consequências políticas do aumento de impostos e a diminuir o apelo de Johnson. O jornalista Harry Ashmore (que ganhou um Prêmio Pulitzer por seus artigos sobre o assunto) retratou a luta pela Central High como uma crise fabricada por Faubus. Ashmore disse que Faubus usou a Guarda para manter os negros fora da Central High School, porque estava frustrado com o sucesso que seus oponentes políticos estavam tendo ao usar a retórica segregacionista para despertar os eleitores brancos.
A decisão de Faubus levou a um confronto com o Presidente Dwight D. Eisenhower e o ex-Governador Sid McMath. No dia 5 de Setembro de 1957, Eisenhower enviou um telegrama ao Governador Orval E. Faubus, no qual escreveu "A única garantia que posso te dar é que a Constituição Federal será respeitada por mim por todos os meios jurídicos ao meu comando". Isso foi uma resposta às preocupações de Faubus sobre ser preso e seus telefones serem grampeados. Eisenhower disse em seu telegrama que o Departamento de Justiça estava coletando fatos sobre o motivo pelo qual houve falha no cumprimento dos tribunais. Isso levou à conferência do dia 14 de Setembro de 1957, onde Faubus e Eisenhower discutiram a ordem judicial em Newport, Rhode Island. A citada "discussão amigável e construtiva" levou o Governador a reivindicar seu desejo de cumprir seu dever com a Constituição, deixando de lado as opiniões pessoais. O Governador expressou sua esperança de que o Departamento de Justiça fosse paciente. O Governador do Arkansas manteve-se fiel à sua palavra e, no dia 21 de Setembro de 1957, o Presidente Eisenhower divulgou uma declaração que anunciava que o Governador retirou suas tropas, o Conselho Escolar de Little Rock estava realizando planos de desagregação e a lei local estava pronta para manter a ordem. No dia 23 de Setembro de 1957, no entanto, o Prefeito Woodrow Wilson Mann enviou um telegrama a Dwight Eisenhower afirmando que uma multidão havia se formado na Central High School em Little Rock. A Polícia Estadual fez esforços para controlar a multidão, mas, para a segurança das crianças recém-matriculadas, foram enviadas para casa. O Prefeito enfatizou como esse ato foi planejado e que o principal agitador, Jimmy Karam, era associado do Governador Faubus. O Prefeito explicou ainda que não havia como o Governador não estar ciente desse ataque planejado. Em Outubro de 1957, Eisenhower federalizou a Guarda Nacional do Arkansas e ordenou que retornassem aos seus arsenais, o que efetivamente os removeu do controle de Faubus. Eisenhower então enviou elementos da 101ª Divisão Aerotransportada para o Arkansas para proteger os estudantes negros e fazer cumprir a ordem judicial federal. A Guarda Nacional do Arkansas mais tarde assumiu as funções de proteção da 101ª Divisão Aerotransportada. Em retaliação, Faubus fechou as escolas secundárias de Little Rock no ano letivo de 1958 até 1959. É conhecido como "O Ano Perdido" em Little Rock. Em uma entrevista de 1985 com um estudante de Huntsville no Arkansas, Faubus afirmou que a crise foi devido a uma "Usurpação de poder" pelo Governo Federal. O Estado sabia que a integração forçada pelo Governo Federal iria encontrar resultados desfavoráveis do público de Little Rock. Na sua opinião, estava agindo no melhor interesse de seu Estado na época.
Embora Faubus mais tarde tenha perdido popularidade geral como resultado de sua postura contra a desagregação, na época foi incluído entre os "Dez Homens no Mundo Mais Admirado pelos Americanos", de acordo com a pesquisa do Gallup de homem e mulher mais admirados em 1958. Essa dicotomia foi resumida mais tarde como o seguinte: Faubus era ao mesmo tempo o "mais amado" e "o mais odiado" dos políticos do Arkansas da segunda metade do século XX.

### Política ao estilo Faubus
Faubus foi eleito governador por seis mandatos de dois anos e, portanto, exerceu por doze anos. Manteve uma imagem populista e desafiadora, enquanto seguia para uma postura menos conflituosa com o governo federal, particularmente durante os governos dos Presidentes John F. Kennedy e Lyndon B. Johnson, com cada um dos quais permaneceu cordial e ambos desenvolveram Arkansas.
Nas eleições gerais de 1956, Faubus, depois de excluir Jim Johnson, derrotou o candidato do Partido Republicano Roy Mitchell, mais tarde o presidente estadual do Partido Republicano de Hot Springs, 321 797 (80,7%) a 77 215 (19,4%). Em 1958, derrotou o Republicano George W. Johnson, de Greenwood, no Condado de Sebastian, obtendo 82,5% dos votos.
Em 1960, Faubus derrotou o Procurador-Geral Bruce Bennett nas primárias a governador Democrata e depois destroçou a escolha Republicana, Henry M. Britt, advogado de Hot Springs, para garantir a reeleição. Faubus obteve 292.064 votos (69,2%) para os 129.921 de Britt (30,8%). Na disputa eleitoral presidencial, no entanto, o Democrata John F. Kennedy venceu o Arkansas sobre o Republicano Richard M. Nixon por menos do que o esperado. Britt mais tarde foi juiz de circuito no Condado de Garland, de 1967 até 1983.
Em 1962, Faubus rompeu com os Conselhos dos Cidadãos Brancos e outros grupos, que preferiram, mas não endossaram oficialmente, o Representante dos EUA Dale Alford na eleição a governador daquele ano. Faubus considerou-se moderado, ignorou completamente a questão racial durante a campanha eleitoral de 1962 e mal conseguiu uma maioria sobre Alford, McMath e três outros candidatos. Então derrotou com facilidade o Republicano Willis Ricketts, um farmacêutico de 37 anos de Fayetteville na eleição geral.
Enquanto Faubus ainda era um pária dos líderes negros, ganhou uma grande porcentagem dos votos dos negros. Em 1964, quando derrotou o Republicano Winthrop Rockefeller por uma diferença de 57 a 43 por cento, Faubus obteve 81 por cento dos votos dos negros. Até obter uma parte do voto da base Republicana dos membros do partido conservador que ficaram do lado do ex-presidente estadual Republicano William L. Spicer, de Fort Smith, um rival intrapartidário de Rockefeller.

## Eleição presidencial de 1960
Durante a eleição presidencial de 1960, em uma reunião secreta realizada em um alojamento rural perto de Dayton, Ohio, o Partido dos Direitos dos Estados Nacionais (NSRP) nomeou Orval Faubus para Presidente e o contra-almirante aposentado da Marinha dos EUA John G. Crommelin, do Alabama, para Vice-Presidente. Faubus, no entanto, não fez campanha ativamente nesta chapa e conquistou apenas 0,07% dos votos (melhor no Arkansas: 6,76%), perdendo para a chapa de John F. Kennedy e Lyndon B. Johnson.

## Últimos anos e morte
Faubus optou por não concorrer à reeleição para o sétimo mandato no que provavelmente seria uma disputa difícil em 1966. O ex-candidato ao governo James D. Johnson, então juiz da Suprema Corte do Arkansas, venceu por pouco a candidatura Democrata sobre outro juiz, o moderado Frank Holt. Johnson foi derrotado nas eleições gerais por Winthrop Rockefeller, que tornou-se o primeiro governador do estado Republicano desde a Reconstrução. Anos depois, o próprio Johnson tornou-se Republicano e apoiou o Governador Frank D. White, mais tarde benfeitor de Faubus.
Em 1968, Faubus estava entre as cinco pessoas consideradas para a vaga de vice-presidente do candidato a presidente independente George Wallace. No entanto, tendo em conta a percepção pública de ambos como segregacionistas, Wallace acabou selecionando o General aposentado Curtis LeMay. Durante o período de 1969, Faubus foi contratado pelo novo proprietário Jess Odom para ser diretor geral de seu parque temático Li'l Abner nos Montes Ozark, Dogpatch USA. De acordo com artigos de jornal, dizia-se que Faubus havia comentado que administrar o parque era semelhante a administrar o governo do estado, porque alguns dos mesmos truques se aplicavam a ambos.
Faubus concorreu ao Governo novamente em 1970, 1974 e 1986, mas foi derrotado nas primárias Democratas por Dale Bumpers, David Pryor e Bill Clinton, respectivamente, cada um dos quais derrotou adversários Republicanos. Na disputa de 1970, dois outros candidatos Democratas na disputa, Joe Purcell e Hayes McClerkin, não conseguiram ir ao segundo turno, e Bumpers mal conseguiu superar Purcell pela chance de enfrentar Faubus diretamente. Em sua última disputa, 1986, obteve 174 402 votos (33,5%) dos 315 397 de Clinton (60,6%).
A decadência de Faubus ocorreu quando os Democratas reformaram seu próprio partido em resposta à aceitação pública das políticas progressistas seguidas por Rockefeller. Assim, uma nova geração de candidatos Democratas populares facilmente contrastou-se favoravelmente na mente dos eleitores com a política antiquada de Faubus e com um Partido Republicano mais conservador que seguiu-se com o mandato de Rockefeller no estado. Em 1976, surgiu um relatório de que líderes Republicanos do Arkansas haviam abordado Faubus sobre concorrer a governador naquele ano contra Pryor, mas ambos, Faubus e o Partido Republicano, negaram a alegação. Em vez disso, o Partido Republicano colocou o encanador de Pine Bluff, de 40 anos, Leon Griffith como candidato a bode expiatório contra Pryor, que venceu o segundo de seus dois mandatos governamentais com mais de 80% dos votos.
Faubus morreu de câncer de próstata no dia 14 de Dezembro de 1994 e está sepultado no Cemitério Combs, em Combs, Arkansas.

## Leia mais
- Freyer, Tony A. "Politics and Law in the Little Rock Crisis, 1954-1957", Arkansas Historical Quarterly 2007 66(2): 145–66
- Reed, Roy. "Orval E. Faubus: Out of Socialism into Realism", Arkansas Historical Quarterly 2007 66(2): 167–80.
- Reed, Roy (1997). Faubus: The Life and Times of an American Prodigal. Fayetteville: University of Arkansas Press. ISBN 1-55728-467-9